# Râul Essonne
Essonne este un râu în centrul Franței. Este un afluent al fluviului Sena. Izvorăște din departamentul Nièvre, în apropierea localității Glux-en-Glenne, din Platoul Gâtinais. Are o lungime de 97 km, un debit mediu de 8 m³/s și un bazin colector de 1.870 km². Se varsă în Sena în Regiunea Pariziană la Corbeil-Essonnes.